# Discòlisi
La discòlisi, també anomenada quimionucleòlisi o nucleòlisi, és un tractament per a una hèrnia discal que intenta alleujar els símptomes neurològics associats mitjançant la destrucció enzimàtica o química o l'estovament del nucli polpós. Lyman W. Smith va informar per primera vegada del procediment el 1964 i va utilitzar quimopapaïna. La discòlisi mitjançant quimopapaina ja no es practica a causa del risc d'anafilaxi i de mielitis transversa.
La discòlisi també s'ha utilitzat per descriure una forma d'ozonoteràpia en què s'injecta una solució oxigen-ozó al disc intervertebral. Aquest mètode no està ben acceptat en part a causa de la manca d'estandardització de la tècnica, la formació i l'equipament. Als Estats Units, el procediment no té l'aprovació de la FDA. Els autors d'una revisió sistemàtica del 2018 van assenyalar que només hi havia un nombre reduït d'estudis de mala qualitat sobre els efectes de la discòlisi per ozó a la part baixa de l'esquena i, tot i que van informar d'eficàcia, no es van informar de complicacions potencialment greus. Els autors van concloure que la discòlisi per ozó requeria més estudis amb "metodologies adequades i consistents".